# General Electric T58
Il General Electric T58 era un motore aeronautico turboalbero prodotto dall'azienda statunitense General Electric Aircraft Engines dalla seconda parte degli anni cinquanta e sviluppato specificatamente per motorizzare elicotteri.

## Storia
Lo sviluppo del T58 si deve ad una richiesta della U.S. Navy per la realizzazione di un turboalbero destinato agli elicotteri che pesasse non oltre le 400 lb (180 kg) e che sviluppasse 800 hp (600 kW). La GE riuscì a realizzare un motore pesante solamente 250 lb (110 kg) e che riusciva a sviluppare 1 050 hp (780 kW). Con simili caratteristiche la committente ne ordinò l'immediata produzione in serie. Il primo volo lo effettuò nel 1957 equipaggiando un Sikorsky HSS-1 modificato per l'occasione e la certificazione per la versione civile, il CT58, venne ottenuta due anni più tardi.
Il T58 è stato un motore piuttosto longevo; dalle prime prove statiche del 1955 rimase in produzione sino al 1984 dopo la realizzazione di 6 300 unità.
Il 1º luglio 1959 fu il primo motore a turbina a ricevere la certificazione FAA per l'utilizzo negli elicotteri ad uso civile.
Il T58 venne anche prodotto su licenza nel Regno Unito dalla de Havilland Engine Company, la quale ne sviluppò una versione locale denominata de Havilland Gnome, in Giappone dalla IHI Corporation e in Italia dall'Alfa Romeo

## Versioni
- T58-GE-400B
- T58-GE-402
- T58-GE-8F
- T58-GE-10 : versione principale erogante 1 400 hp (1 044 kW)
- T58-GE-16 : la versione più potente prodotta erogante 1 870 hp (1 390 kW)[2]
  - T58-GE-16A : ulteriore sviluppo del 2002 destinato a motorizzare i Boeing CH-46 Sea Knight del U.S. Marine Corps

## Elicotteri utilizzatori
- Aérospatiale SA 321K Super Frelon - Usato dalla Heyl Ha'Avir, l'Aeronautica militare israeliana
- Agusta A101H (progetto)
- Boeing Vertol 107-II
- Boeing CH-46 Sea Knight
- Kaman SH-2 Seasprite
- Sikorsky SH-3 Sea King
- Sikorsky HH-3B/C/E/F
- Sikorsky HH-52 Seaguard
- Sikorsky S-61L/N
- Sikorsky S-62
- Sikorsky S-67 Blackhawk